# Mario Lastra
Mario Lastra (Quito, Ecuador, 30 de abril de 1979) es un futbolista ecuatoriano que juega actualmente de mediocampista en el Pelileo SC de la Segunda Categoría de Ecuador.

## Clubes
bgcolor="#f7f8ff" cellpadding="3" cellspacing="0" border="1" style="font-size: 95%; border: gray solid 1px; border-collapse: collapse;"

| Club                | País    | Año       |
| ------------------- | ------- | --------- |
| Aucas               | Ecuador | 1997-1999 |
| Deportivo Saquisilí | Ecuador | 2000-2001 |
| Aucas               | Ecuador | 2002-2004 |
| Deportivo Cuenca    | Ecuador | 2005      |
| Aucas               | Ecuador | 2006      |
| Barcelona SC        | Ecuador | 2007      |
| Aucas               | Ecuador | 2007      |
| Macará              | Ecuador | 2008-2009 |
| Deportivo Azogues   | Ecuador | 2010      |
| Espoli              | Ecuador | 2010      |
| Liga de Portoviejo  | Ecuador | 2011      |
| Espoli              | Ecuador | 2011      |
| Pilahuin Tío        | Ecuador | 2012-2013 |
| U.T.Cotopaxi        | Ecuador | 2014      |
| Pelileo SC          | Ecuador | 2015      |

|2018
|
|mundialito de los pobres UCUBAMBA
|Ecuador
|2019
|}